# ۲۲۹ (عدد)
۲۲۹ (عدد)یک عدد طبیعی است که بعد از ۲۲۸ و قبل از ۲۳۰ قرار دارد.